# Калин Серапионов
Калин Серапионов е съвременен български художник.

## Биография
Роден е на 16 юли 1968 в град Враца. Завършва Националната художествена академия, София. От 1998 г. е член на Института за съвременно изкуство – София.
Изпълнителен директор на Институт за съвременно изкуство – София
Участвал е в групови изложби като: After the Wall: Art and culture in post-communist Europe, Moderna Museet, Стокхолм (1999); Manifesta 4, Франкфурт на Майн (2002); Blood & Honey. Future’s in the Balkans, колекция Есел, Виена (2003); In the Gorges of the Balkans, Kunsthalle Fridericianum, Касел (2003); Нито бял куб, нито черна кутия. История в сегашно време, СГХГ, София (2006); Heterotopias, 1-во биенале на съвременно изкуство, Солун (2007); Sounds & Visions. Artists’ Films and Videos from Europe, Музей за съвременно изкуство Тел Авив (2009); Техники, галерия ИСИ, София (2009); Indefinite Destinations, DEPO Истанбул (2010); Site Inspection, Музей Лудвиг, Будапеща (2011); Grammar of Freedom / Five Lessons: Творби от колекцията Arteast 2000+, Музей за съвременно изкуство Гараж, Москва (2015); Изкуство за промяна 1985 – 2015, СГХГ, София (2015); Оставете ги да рисуват, Sariev Contemporary, Пловдив (2016); Изображението вече не е налично, галерия Кредо бонум, София (2017); Форми на съвместно съществуване, галерия Структура, София (2018); Festival of the Regions 2019 – Social Warmth, Перг-Щруденгау, Австрия; Open Art Files: Записки и бележки под линия, галерия Капана, Пловдив (2019).